# Joe May
Pour les articles homonymes, voir May.

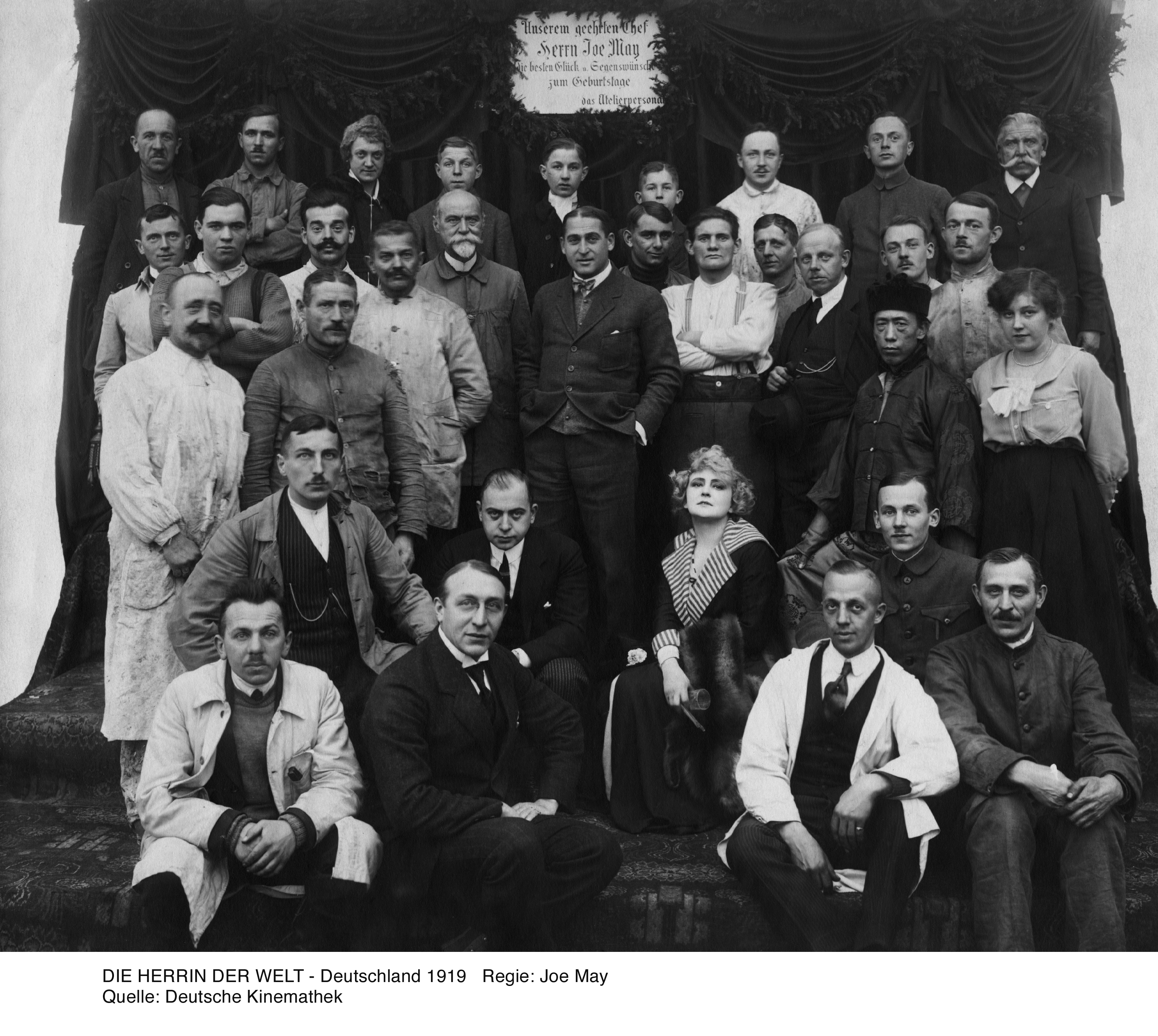
Acteurs et équipe technique de Die Herrin der Welt.

Joe May (né Julius Otto Mandl le 7 novembre 1880 à Vienne et mort le 29 avril 1954 à Hollywood) est un réalisateur et un producteur autrichien de films, considéré comme l’un des pionniers du cinéma allemand.

## Parcours

### La période allemande
Après avoir étudié à Berlin et vécu d’une variété de petits boulots, il commença sa carrière comme metteur en scène d'opérettes à Hambourg avant de faire des films à Berlin. En 1902, il épousa l'actrice Mia May (Hermine née Pfleger).
En 1914, il fonda sa société de production, May-film et commence à produire une série de films noirs, dont le héros policier est Joe Deebs. Au même moment, May travailla sur la série de films policiers de Stuart Webbs. En 1917, il offrit à Fritz Lang l’un de ses premiers rôles dans l'industrie cinématographique en tant que scénariste sur le film Die Hochzeit im Excentricclub.
À la fin de la Première Guerre mondiale, la société de May érigea des studios dans la banlieue Weissensee de Berlin. Là, il continua à produire et à diriger une série de films d'aventures populaires et exotiques, parmi lesquels Veritas vincit (1919), Die Herrin der Welt (1919-20) ainsi que le film d'aventure en deux parties Das indische Grabmal (Le Tombeau hindou, 1921) interprété par Conrad Veidt et écrit par Fritz Lang et Thea von Harbou.
Mia May travailla sous la direction de son mari dans un certain nombre de ses mélodrames comme Trag ö Meurent der Liebe (1922-23) coproduit par Emil Jannings. Leur fille Eva May (née à Vienne en 1902) essaya de percer en tant qu’actrice, mais elle se suicida en 1924 après l’échec de son troisième mariage avec le réalisateur Manfred Liebenau.
Vers la fin des années 1920, May s'éloigna des films d'aventure et produisit plus d’œuvres réalistes, tels que Heimkehr (The Return Home) (1928) et le thriller contemporain Asphalt (1929). Pendant les premières années du film parlant, il travailla comme producteur pour Erich Pommer à Universum Film AG et par la suite pour des sociétés de production différentes en Allemagne, Autriche et France, dirigeant une série de versions multilingues en allemand et en français. Parmi ceux-là, on trouve Ihre Majestät die Liebe (Son Altesse l'amour, 1930), une des meilleures comédies musicales du cinéma de Weimar.

### La période américaine
En 1933 lui et Mia, avec d'autres membres de l'industrie cinématographique allemande, émigrèrent aux États-Unis où il fut capable de s'imposer comme réalisateur, principalement pour Universal Pictures, bien que son travail n'ait pas été considéré comme parfait.
Ses travaux les plus notables, pendant cette période, furent Confession, remake du film allemand de 1935 Mazurka, The House of the Seven Gables et Le Retour de l'homme invisible (1940). Il travailla aussi sur The Dead End Kids, You’re Not So Tough (1940) et Hit the Road (1941), malgré la friction constante avec ses jeunes collègues. Le dernier film de May fut Surprise-partie (Johnny Doesn’t Live Here Anymore) (1944). 
Après avoir pris sa retraite en 1950, May dirigea The Blue Danube Restaurant à Los Angeles. Il mourut le 29 avril 1954 des suites d’une longue maladie.

## Filmographie

### Années 1910
- 1912 : In der Tiefe des Schachtes
- 1913 : Heimat und Fremde
- 1913 : Das verschleierte Bild von Groß-Kleindorf
- 1913 : Die geheimnisvolle Villa
- 1914 : Der Spuk im Hause des Professors
- 1914 : Der Mann im Keller
- 1914 : Das Panzergewölbe
- 1915 : La Loi de la mine (Das Gesetz der Mine)
- 1915 : Sein schwierigster Fall
- 1915 : Der Geheimsekretär
- 1916 : Charly, der Wunderaffe
- 1916 : Die Gespensteruhr
- 1916 : Nebel und Sonne
- 1916 : Wie ich Detektiv wurde
- 1916 : Das rätselhafte Inserat
- 1916 : Ein Blatt Papier
- 1917 : Die leere Wasserflasche
- 1917 : Die Liebe der Hetty Raymond
- 1917 : Die Hochzeit im Excentric-Club
- 1917 : Das Klima am Vaucourt
- 1917 : Der Onyxknopf
- 1917 : Krähen fliegen um den Turm
- 1917 : Hilde Warren et la Mort (Hilde Warren und der Tod)
- 1918 : Veritas vincit
- 1919 : Die Herrin der Welt

### Années 1920
- 1920 : L'Image vagabonde (Das wandernde Bild)
- 1920 : Die Legende von der heiligen Simplicia
- 1920 : Die Schuld der Lavinia Morland
- 1921 : Der Leidensweg der Inge Krafft
- 1921 : Le Tombeau hindou (Das Indische Grabmal)
- 1923 : La Tragédie de l'amour (Tragödie der Liebe)
- 1925 : Le Fermier du Texas (Der Farmer aus Texas)
- 1926 : Dagfin le skieur (Dagfin)
- 1928 : Le Chant du prisonnier (Heimkehr)
- 1929 : Asphalte (Asphalt)

### Années 1930
- 1930 : L'Immortel Vagabond (Der unsterbliche Lump), réalisé avec Gustav Ucicky
- 1930 : La Dernière Compagnie (Die letzte Kompagnie), réalisé avec Curtis Bernhardt
- 1931 : Son altesse l'amour, réalisé avec Robert Péguy et Erich Schmidt
- 1931 : Ihre Majestät die Liebe (version alternative allemande de Son altesse l'amour)
- 1931 : Nuit de bal (… und das ist die Hauptsache!?)
- 1932 : Paris-Méditerranée
- 1932 : Jacqueline et l'amour, réalisé avec Germain Fried et Erich Schmidt
- 1932 : Hochzeitsreise zu dritt (version alternative allemande de Jacqueline et l'amour)
- 1933 : Tout pour l'amour, réalisé avec Henri-Georges Clouzot
- 1933 : Ein Lied für dich (version alternative allemande de Tout pour l'amour)
- 1934 : Musique dans l'air (Music in the Air)
- 1934 : La dactylo se marie, réalisé avec René Pujol
- 1934 : Two Hearts in Waltz Time, réalisé avec Carmine Gallone
- 1937 : Confession
- 1939 : La Maison de l'épouvante (The House of Fear)

### Années 1940
- 1940 : Le Retour de l'homme invisible (The Invisible Man Returns)
- 1940 : La Maison aux sept pignons (The House of the Seven Gables)
- 1944 : Surprise-partie (Johnny Doesn't Live Here Anymore)